# ベスト・ウェディング
『ベスト・ウェディング』（英: Late Bloomers）は、1996年に製作されたアメリカ合衆国の映画。ジュリア・ダイアー監督。
2000年7月21日、31日に第9回東京国際レズビアン&ゲイ映画祭にて上映された。同時上映は、アリソン・ミッチェル監督の短編映画『キャンディ・キス』（Candy Kisses）。

## キャスト
- ディナ：コニー・ネルソン
- カーリー：ディ・ヘニガン
- ジェイミー：エステバン・パウエル
- ロン：ゲーリー・カーター
- バル：ジョナ・マーシュ
- チャーリー：タイリース・アレン
- 教師：カール・J・モリス (クレジットなし)